# Gouvernement Marcelo Azcárraga Palmero (2)
Le second gouvernement de Marcelo Azcárraga est le  gouvernement du royaume d’Espagne en fonction entre le 23 octobre 1900 et le 6 mars 1901, présidé par le conservateur Marcelo Azcárraga.

## Présentation
Les désaccords internes — fondamentalement en conséquence de l’opposition de Polavieja à la réduction des dépenses publiques imposée par Fernández Villaverde, incompatible avec sa demande de financement pour moderniser l’armée — finirent par provoquer la chute du gouvernement Silvela en octobre 1900. Le gouvernement présidé par le général Azcárraga Palmero qui lui succèda ne dura que cinq mois. En mars 1901, le libéral Sagasta prit la tête d’un nouvel exécutif, qui fut le dernier de la régence de Marie-Christine et le premier du règne effectif d’Alphonse XIII.

## Composition
| Portefeuille                                             | Titulaire(s), | Titulaire(s), |
| -------------------------------------------------------- | --- | ------------- |
| Président du Conseil des Ministres                       | Marcelo Azcárraga y Palmero |               |
| Ministre de l'Intérieur                                  | Francisco Javier Ugarte Pagés |               |
| Ministre d’État                                          | Ventura García Sancho Ibarrondo |               |
| Ministre de la Grâce et de la Justice                    | Francisco Javier González de Castejón y Elío                                                                                        |               |
| Ministre du Budget                                       | Manuel Allendesalazar Muñoz |               |
| Ministre de l'Agriculture, de l'Industrie et du Commerce | Joaquín Sánchez de Toca Calvo |               |
| Ministre de la Guerre                                    | Arsenio Linares y Pombo |               |
| Ministre de la Marine                                    | José Ramos Izquierdo y Castañeda *à partir du 31 octobre de 1900 (portefeuille occupé par intérim par Marcelo Azcárraga auparavant) |               |
| Ministre de l’Instruction publique et des Beaux-arts     | Antonio García Alix |               |